# Романски језици
Романски језици (или латински језици, неолатински језици, новолатински језици), су подскуп италских језика, а спадају у индоевропске језике. Ова подскупина обухвата језике који потичу од латинског језика. Већина њих се развило из наречја латинског језика, односно „вулгарног латинског“, којим су, по распаду Римског царства, говорили „обични“ људи на просторима које данас заузимају Италија, Португал, Румунија, Француска и Шпанија.
Шест најшире заступљених романских језика по броју изворних говорника су шпански (489 милиона), португалски (250 милиона), француски (77 милиона), италијански (67 милиона), румунски (24 милиона) и каталонски (4,1 милион). Италијански је национални језик најближи латинском, а следе га шпански, румунски, португалски, а најразличитији је француски. Узимајући у обзир све романске језике, укључујући националне и регионалне, сардински, италијански и шпански језик заједно су три која се најмање разликују од латинског, а окситански је ближи латинском него француском. Међутим, сви романски језици су ближи једни другима него класичном латинском.
Више од 900 милиона изворних говорника романских језика живи широм света, углавном у Америци, Европи и деловима Африке. Главни романски језици такође имају много страних говорника и у широкој су употреби као лингва франка. Ово се посебно односи на француски језик, који је широко распрострањен у целој Централној и Западној Африци, Мадагаскару, Маурицијусу, Сејшелима, Коморима, Џибутију, Либану и Северној Африци (изузимајући Египат, где је то мањински језик). Будући да је тешко доделити круте категорије појавама попут језика, који постоје на континууму, процене броја модерних романских језика варирају. На пример, Далби наводи 23, на основу критеријума узајамне разумљивости.

## Име
Израз романтика потиче од вулгарног латинског прилога romanice, „на римском“, изведеног из romanicus: на пример, у изразу romanice loqui, „говорити на римском“ (то јест, латинском народном језику), насупрот latine loqui, „да говори на латинском” (средњовековни латински, конзервативна верзија језика који се користи у писању и формалном контексту или као lingua franca), и са barbarice loqui, „ да говори на варварском“ (нелатински језици народа који живе изван Римског царства). Од овог прилога настала је именица romance, која се у почетку односила на било шта написано у romanice, или „на римском народном језику“.

## Класификација
Класификација романских језика на прецизно дефинисане подскупове је, због прелазних облика и наречја који представљају прелаз из једног скупа у други и показују обележја више подскупова, мало тежа.
Романски језици се деле на (листа је непотпуна):
- кентумски језик
  - вулгарни латински језик
    - итало-западни језици
      - западноромански језици
        - гало-иберијски језици
          - иберо-романски језици
            - западноиберијски језици
              - кастиљански језици
                - шпански језик (око 420 милиона говорника)
                - ладино (100.000)

              - галицијско-португалски језици
                - португалски језик (220 милиона)
                - галицијски језик (4 милиона)

          - гало-романски језици
            - гало-ретски језици
              - рето-романски језици
                - фурлански језик (600.000)
                - романш (66.000)
                - ладински језик (30.000)

            - језици ланг д'ојл
              - француски језик (87 милиона)

          - окситано-романски језици
            - каталонски језик (7,5 милиона)
            - окситански језик (700.000)
            - арагонски језик (10.000)

      - итало-далматски језици
        - италијански језик (62 милиона)
          - наполитански језик (7 милиона)

        - далматски језик (мртав језик)

    - источноромански језици
      - румунски језик (28 милиона)
      - молдавски језик (3 милиона)
      - македон-армански језик (300.000)
      - србо-влашки језик (55.000)
      - истро-румунски језик (500–1.000)

    - јужноромански језици
      - корзички језик (100.000)
      - сардински језик (300.000)

## Степенилексичке сличностиизмеђу романских језика
Подаци из Етнолога:
| %           | сардински | италијански | француски | шпански | португалски | каталански | Романшки | румунски |
| ----------- | --------- | ----------- | --------- | ------- | ----------- | ---------- | -------- | -------- |
| Сардински   | —         | 85(a)       | 80        | 76      | 76          | 75         | 74       | 74       |
| Италијански | 85        | —           | 89        | 82      | 80          | 87         | 78       | 77       |
| Француски   | 80        | 89          | —         | 75      | 75          | 85         | 78       | 75       |
| Шпански     | 76        | 82          | 75        | —       | 89          | 85         | 74       | 71       |
| Португалски | 76        | 80          | 75        | 89      | —           | 85         | 74       | 72       |
| Каталански  | 75        | 87          | 85        | 85      | 85          | —          | 76       | 73       |
| Романшки    | 74        | 78          | 78        | 74      | 74          | 76         | —        | 72       |
| Румунски    | 74        | 77          | 75        | 71      | 72          | 73         | 72       | —        |